# Castelvetrano
Castelvetrano är en ort och kommun i kommunala konsortiet Trapani, innan 2015 provinsen Trapani, på Sicilien i Italien. Castelvetrano hade 31 503 invånare 2017. Fornminnet Selinus ligger nära Castelvetrano.